# Bengt Dagrin
Bengt Gösta Dagrin, född 27 april 1940 i Örebro Olaus Petri församling,  är en svensk författare. 
Bengt Dagrin debuterade 1976 med dikt- och småprosasamlingen 35?!-Då blir det fan inte lätt!, utgiven på Författares Bokmaskin. På samma förlag har Dagrin också utgivit Hit! Men inte längre! (1978),  Mellan två världar (1982) samt den första svenska graffitiboken Världen är skiti! Leve graffiti! (1980). 
Bengt Dagrin har undersökt fula ord vilket resulterat Fula ordboken (B. Wahlströms förlag)  med cirka 2 500 ord och uttryck och Stora fula ordboken (Carlssons bokförlag) med fler än 18 000 uppslagsord, och som sedan april 2018 finns tillgänglig på internet. Han har också föreläst under rubriken:”Fula ord—finns dom?!”